# Pepe Escobar

Pepe Escobar (São Paulo, 1954) é um jornalista investigativo independente e internacional brasileiro.
No Brasil, trabalhou para os jornais Folha de S. Paulo, O Estado de S. Paulo e Gazeta Mercantil, além de ter publicado artigos  na revista Carta Capital. É correspondente de várias publicações internacionais. No Brasil, é colunista do portal Brasil 247 e comentarista na TV 247.

## Fama como crítico musical
Sendo "capaz de dissecar o punk da periferia de São Paulo com parábolas retiradas da mitologia grega", Pepe alcançaria grande notoriedade como crítico cultural "pop" nos anos 80, envolvendo-se em polêmicas notórias com membros da cena musical de São Paulo, como os integrantes das bandas Ira! e Voluntários da Pátria. No entanto, a passagem de Pepe Escobar pela mídia brasileira como crítico cultural terminou de forma tumultuada por conta de uma "polêmica que minou sua credibilidade como crítico e posteriormente como jornalista musical": acusações de plágio e fabricação de matérias.
Como relembrado pelo jornalista Lúcio Ribeiro em sua coluna na Ilustrada da Folha de S. Paulo, Pepe Escobar foi demitido deste mesmo caderno depois da publicação de uma crítica a um disco de David Bowie (Let's Dance), sendo esta inteiramente plagiada de um livro de rock publicado pela revista Rolling Stone. Os plágios teriam sido identificados pelo jornalista André Singer, que depois publicaria texto-denúncia sobre a crítica de Bowie. Na ocasião, Escobar justificaria o ato como uma homenagem ao "jogo de espelhos" do escritor argentino Jorge Luis Borges, justificativa que não recebeu adesão e que resultou na sua demissão do jornal em 1987.
No entanto, a polêmica na Ilustrada, longe de ser um caso isolado, suscitou dúvidas e pesquisas no material por ele publicado em outras redações jornalísticas. Problemas éticos sérios foram identificados em seu trabalho também em outras publicações.
Na revista Bizz foi identificado plágio em uma entrevista com Bryan Ferry, ex-líder do Roxy Music. Já n'O Estado de S. Paulo, segundo o crítico cultural do jornal Daniel Piza, Escobar teria inventando do zero uma entrevista com o cineasta franco-polonês Roman Polanski, também gerando a sua demissão e reordenamento de carreira no exterior.

## Carreira no exterior como analista geopolítico
Desde 1985, Pepe Escobar tem atuado como correspondente estrangeiro e analista geopolítico. Viveu em Londres, Paris, Milão, Los Angeles, Washington D.C., Bangkok e Hong Kong.
Mesmo  antes dos ataques de 11 de setembro de 2001, dedicou-se a cobrir o arco que se estende do  Oriente Médio à Ásia Oriental e Central, com ênfase nos aspectos sanitários e geopolíticos e nas disputas das grandes potências por fontes de energia e recursos naturais. Como correspondente itinerante do site  Asia Times Online (baseado em Hong Kong) manteve a coluna The Roving Eye, de 2000 a 2014, período em que realizou alguns dos trabalhos que marcaram sua carreira. No  Afeganistão, entrevistou o líder anti-talibã de Aliança do Norte, Ahmad Shah Massoud, semanas antes do seu assassinato.
Tem colaborado com: Canal do YouTube Duplo Expresso (Romulus Maia); RT (Russia Today), Brasil 247, The Real News (TRNN) e Al Jazeera. Também contribui para os sites  Sputnik TomDispatch, OpEdNews,Strategic Culture Foundation, Counterpunch e Information Clearing House, entre outros websites - da América à Ásia Oriental.

## Possível conexão com esquema russo de desinformação
Em duas ocasiões, o jornalista foi citado nominalmente em documentos internos do Departamento de Estado dos EUA que o ligam a um ecossistema de fake news do governo russo de Vladimir Putin, com fortes conexões com a extrema-direita mundial. Como definido no estudo, "o ecossistema de desinformação e propaganda da Rússia é uma coleção de canais de comunicação (oficiais, proxys e não-atribuídos) e plataformas que a Rússia usa para criar e amplificar falsas narrativas". A ideia por trás de tal rede seria influenciar o cenário internacional com opiniões pró-Rússia e anti-Ocidente, fazendo uso de técnicas da chamada pós-verdade como as notícias falsas e a infiltração em massa de robôs em redes sociais. Para isso a rede faria uso de estrangeiros (não-russos) que tenham penetração na mídia internacional, notadamente aquela que publica em inglês. Um estudo de caso específico citado no documento mostra que tal rede foi responsável, em grande escala, pela disseminação de notícias falsas relacionadas à pandemia do COVID-19.
O primeiro documento em que Escobar é referenciado, chamado Pillars of Russia’s Disinformation and Propaganda Ecosystem ('Pilares do Ecossistema Russo de Desinformação'), é uma análise detalhada do esquema desinformacional e propagandístico russo, suas principais mídias e participantes – incluindo Escobar, que é citado quatro vezes. Dos sete sites de análise geopolítica citados no dossiê como propagadores de mentiras à mando do Kremlin - The Strategic Culture Foundation, Global Research, News Front, SouthFront, Katehon, Geopolitica.ru e New Eastern Outlook -, Escobar escreve, já escreveu ou é republicado em seis deles. Mesmo sem publicá-lo, já que é um jornal acadêmico e não jornalístico, o New Eastern Outlook rasga elogios ao brasileiro ("analista geopolítico perspicaz").
Ainda de acordo com o mapeamento feito, narrativas falsas seriam geradas pelo governo russo, desenvolvidas por analistas e jornalistas em publicações financiadas por eles e posteriormente disseminadas por um ecossistema midiático composto de meios mais populares como RT, Sputnik, publicações locais nos países alvo e perfis falsos em redes sociais. O mesmo argumento seria desenvolvido em mais profundidade em um segundo dossiê, Kremlin-Funded Media ('Mídia financiada pelo Kremlin'), no qual Escobar também é citado. A análise é corroborada pelo Centre for the Analysis of the Radical Right (Centro de Análises da Direita Radical).
Tal rede teria grande influência em narrativas desenvolvidas no campo político da extrema-direita mundial. Refletindo essa ligação, Escobar torna-se  amigo pessoal do filósofo ultradireitista Aleksandr Dugin, conselheiro do mandatário russo Vladimir Putin e principal ideólogo por trás da anexação da Crimeia e do recente expansionismo russo. "Somos amigos, nos encontramos. Quando em Moscou, vou ao escritório do Dugin. Quando ele não está, falo com a sua filha, Daria, que é bárbara e me põe a par de tudo que acontece", diz o jornalista.[carece de fontes?]

## Teorias polêmicas sobre a COVID-19
Em livestream realizada pelo site brasileiro Brasil 247, o jornalista fez comentários elogiosos sobre o infectologista francês Didier Raoult, frequentemente citado por negacionistas mundo afora pela sua defesa da hidroxicloroquina como remédio para a COVID-19. “Ninguém conhece mais sobre doenças transmissíveis no mundo do que ele [Raoult]. Se ele está dizendo que [a cloroquina] funciona, você pode aplicar isso no mundo inteiro”, afirmaria Escobar na ocasião. Em artigo publicado originalmente no Asia Times e traduzido pelo mesmo Brasil 247, Pepe sugeriria também que a França – país de Raoult – estaria propositadamente “escondendo uma cura barata e testada para o vírus” (a hidroxicloroquina).
Princípio ativo usado contra a malária, a hidroxicloroquina não é eficaz contra a Covid, embora tenha sido defendida por presidentes como o do Brasil, Jair Bolsonaro, e dos Estados Unidos, Donald Trump. Seu principal proponente, Didier Raoult foi punido pela Câmara de disciplina do Colégio de Médicos de Bordeaux por não se basear em “dados confirmados” ao promover o medicamento. O médico foi obrigado a reconhecer que a hidroxicloroquina não reduz mortes relacionadas à doença. Banido do Facebook por espalhar notícias de cunho negacionista, Escobar criou um grupo de notícias no Telegram e seguiu postando conteúdo similar.
Por fim, o jornalista também escreveu textos insinuando que os Estados Unidos seriam a origem do vírus da COVID-19, que teria saído do Instituto de Pesquisa Médica de Doenças Infecciosas do Exército dos EUA, em Fort Detrick, Maryland, sendo posteriormente levado à China nos Jogos Mundiais Militares de Wuhan de 2019. Não existem evidências que demonstrem que a informação seja verdadeira. A OMS divulgou relatório sobre as origens da Covid-19 em março de 2021, no qual concluía que a teoria do suposto vazamento era “extremamente improvável”.

## Livros publicados
- Speedball (1987)
- Globalistan: How the Globalized World is Dissolving Into Liquid War (2007)
- Red Zone Blues: a snapshot of Baghdad during the surge (2007)
- Obama Does Globalistan (2009)
- Empire of Chaos (2014)
- 2030 (2015)
- EURASIA v. NATOstan (2024) [32]